# Sara Ramadhani
Sara Ramadhani (30 dicembre 1987) è una maratoneta tanzaniana.

## Palmarès
| Anno | Manifestazione          | Sede           | Evento        | Risultato | Prestazione | Note |
| ---- | ----------------------- | -------------- | ------------- | --------- | ----------- | ---- |
| 2005 | Mondiali cross country  | Saint-Galmier  | Under 20      | 35ª       | 22'47"      |      |
| 2008 | Africani                | Addis Abeba    | 10000 m piani | 6ª        | 36'06"03    |      |
| 2009 | Mondiali cross country  | Amman          | Senior        | 25ª       | 28'18"      |      |
| 2016 | Giochi olimpici         | Rio de Janeiro | Maratona      | 121ª      | 3h00'03"    |      |
| 2017 | Mondiali                | Londra         | Maratona      | 56ª       | 2h46'23"    |      |
| 2017 | Mondiali cross country  | Kampala        | Senior        | 50ª       | 36'32"      |      |
| 2018 | Giochi del Commonwealth | Gold Coast     | Maratona      | 9ª        | 2h46'52"    |      |
| 2019 | Giochi panafricani      | Rabat          | Maratona      | dnf       | dnf         |      |

## Altre competizioni internazionali
2009
- Bronzo alla Mezza maratona di San Paolo ( San Paolo) - 1h14'46"
- Oro alla 10 km di Rio de Janeiro ( Rio de Janeiro) - 34'06"

2013
- Oro alla Mezza maratona di San Paolo ( San Paolo) - 1h13'17"

2017
- Argento alla Maratona di Düsseldorf ( Düsseldorf) - 2h33'08"